# Сикорски С-20
Сикорски С-20 (рус. Сикорский С-20) је руски ловачки авион који је производила фирма Сикорски. Први лет авиона је извршен 1916. године. 

Највећа брзина у хоризонталном лету је износила 190 km/h. Размах крила је био 8,20 метара а дужина 6,50 метара. Маса празног авиона је износила 395 килограма, а нормална полетна маса 570 kg. Био је наоружан са једним или два митраљеза калибра 7,7 милиметара типа Викерс.

## Наоружање
| Наоружање авиона: Сикорски С-20 |     |
| Ватрено (стрељачко) наоружање   |     |
| Топ                             |     |
| Митраљез                        |     |
| Број и ознака митраљеза         | 1-2 |
| Калибар                         | 7,7 |
| Бомбардерско наоружање (бомбе)  |     |
| Ракетно наоружање (ракете)      |     |